# Schaffner Holding
Die Schaffner Group mit Sitz in Luterbach ist ein im Bereich elektromagnetischer Verträglichkeit und Spannungsqualität international tätige Schweizer Unternehmensgruppe. Sie beschäftigte 3'891 Mitarbeiter (30. September 2018) und erwirtschaftete im Geschäftsjahr 2017/18 einen Umsatz von rund 222 Millionen Schweizer Franken. Das Unternehmen ist an der Schweizer Börse SIX Swiss Exchange kotiert.

## Tätigkeitsgebiet
Schaffner entwickelt und produziert verschiedene Standard- und kundenspezifische Bauteile und Module, welche an internationale Hersteller und Systemintegratoren elektrischer und elektronischer Geräte geliefert werden. Hierzu zählen EMV-Filter, Oberwellenfilter/Oberschwingungsfilter, Transformatoren,  Drosseln und Automotive-Lösungen für schlüssellose Schliesssysteme, elektronische Wegfahrsperren, Reifendruckkontrollsysteme und Hybridantriebe.

## Geschichte
Das Unternehmen wurde 1962 durch Hans Schaffner, einem Spezialisten auf dem Gebiet der elektromagnetischen Verträglichkeit, gegründet. Produziert wurden zunächst Wärmeableiter, elektronische Relais sowie Durchfluss-Messeinrichtungen für Tankstellen.
1975 expandierte Schaffner mit der Gründung einer Tochtergesellschaft nach Frankreich, 1978 nach Deutschland und 1981 in die USA. 1981 verkaufte Hans Schaffner sein Unternehmen an die Elektrowatt AG in Zürich. In den 1990er Jahren setzte sich die internationale Expansion fort.
1996 wurde das Unternehmen mit einem Buy-out durch das Management und Finanzinvestoren übernommen und 1998 mit einem IPO an die Börse gebracht. In den darauf folgenden Jahren tätigte Schaffner im Ausland verschiedene Übernahmen.